# Ломоносов, Геральд Георгиевич
Гера́льд Гео́ргиевич Ломоно́сов (28 апреля 1932, Сугуты — 27 марта 2018, Москва) — ученый и специалист в области горных наук и горного производства. Создатель научно-технического направления: «Горная квалиметрия и управление качеством руд при добыче».

## Биография
Геральд Георгиевич Ломоносов родился 28 апреля 1932 года в с. Сугуты Чувашской АССР.
В 1956 г. окончил Московский горный институт по специальности «Разработка месторождений полезных ископаемых» с получением звания «горный инженер».
В течение шести лет трудился в рудниках Норильского горно-металлургического комбината им. А. П. Завенягина («Медвежий ручей» и затем «Южный») в должностях бригадира комплексной бригады, горного мастера взрывцеха, начальника участка массового взрывания, начальника взрывучастка, начальника взрывцеха, начальника буровзрывных работ.
С 1962 г. по 2018 г. работал в Московском горном институте (сегодня — Горный институт НИТУ «МИСиС»). Работал ассистентом, старшим преподавателем, доцентом, профессором, заведующим кафедрой, деканом факультета. В 1964 году защитил кандидатскую, а в 1972 г. докторскую диссертацию.
С 1998 г. работал профессором кафедры подземной разработки рудных месторождений, а с 2016 г. — профессором объединённой кафедры «Геотехнология освоения недр».
Выполнял экспертизы технических проектов и действующих горных производств по линии Госстроя СССР, ряда министерств (до 1991 г.), позже (до 2006 г.) работал экспертом и неоднократно назначался руководителем ряда комиссий по экологической экспертизе министерства (комитета) по экологии РФ и Федеральной службы по экологическому, технологическому и атомному надзору.
С 2007 г. являлся членом Центральной комиссии по разработке твёрдых полезных ископаемых Федерального агентства по недропользованию (ЦКР-ТПИ Роснедр).
Умер 27 марта 2018 года, похоронен на Троекуровском кладбище.

## Научная деятельность
Опубликовал 20 учебников и учебных пособий, научных монографий и несколько сотен статей и других работ.
Под его руководством подготовлено и защищено пять докторских и 30 кандидатских диссертаций, подготовлены сотни горных инженеров, в том числе значительное число зарубежных учёных и специалистов.
- Ломоносов Г. Г. Горная квалиметрия. — М., Горная Книга, 2007.
- Кожиев Х. Х., Ломоносов Г. Г. Рудничные системы управления качеством руд. — М., Горная Книга, 2008.
- Ломоносов Г. Г. О себе и Московском Горном. — М., Горная Книга, 2012.
- Ломоносов Г. Г. Производственные процессы подземной разработки рудных месторождений. — М., Горная Книга, 2013.
- «Горно-графическая документация» Система государственных стандартов ГОСТ 2.850-75 — ГОСТ 2.857-75.
- Др. монографии, учебники и пособия: «Инженерная графика» (1984 г.), «Формирование качества руды при открытой добыче» (1975 г.), «Гидровзрывное разрушение горных пород» (1969 г.), «Горно-Инженерная графика» (1976 г.), «Технология разрушения горных пород в карьерах» (1971 г.), «Технологические схемы рудников» (1988 г.), «Управление качеством продукции горного предприятия», ч. 1 (1984 г.) и ч. 2 (1985 г.), «Технология отбойки руды при подземной добыче» (1988 г.).

## Членство в научных организациях
- действительный член Академии горных наук Украины (1995)
- действительный член Российской академии естественных наук (2002)
- действительный член Российской инженерной академии (2007)

## Награды
- Заслуженный деятель науки и техники Российской Федерации (6 января 1995) — за заслуги в научной деятельности[1]
- Почётный работник высшего профессионального образования Российской Федерации (2001)
- Знак «Шахтёрская слава» трёх степеней (1978, 1981, 1987)
- Медаль «Ветеран труда» (1987)
- Медаль «В память 850-летия Москвы» (1997)
- Заслуженный инженер России (2006)
- Премия имени М. И. Агошкова (2001)
- Медаль «За доблестный труд. В ознаменование 100-летия со дня рождения Владимира Ильича Ленина» (1970)
- Знак отличия Республики Саха (Якутия)"Гражданская доблесть" (2008)
- Заслуженный работник МГГУ (2006)
- Знак «Горняцкая Слава» первой степени (2017)
- Знак «Инженерная доблесть» (2011)

## Международное признание
- Почетный профессор Жезказганского университета[2] (1997)
- Орден Почёта Приднестровской Молдавской Республики (2007)
- Знак отличия Академии Горных Наук Украины (2011)